# Siedlung am Fischtalgrund

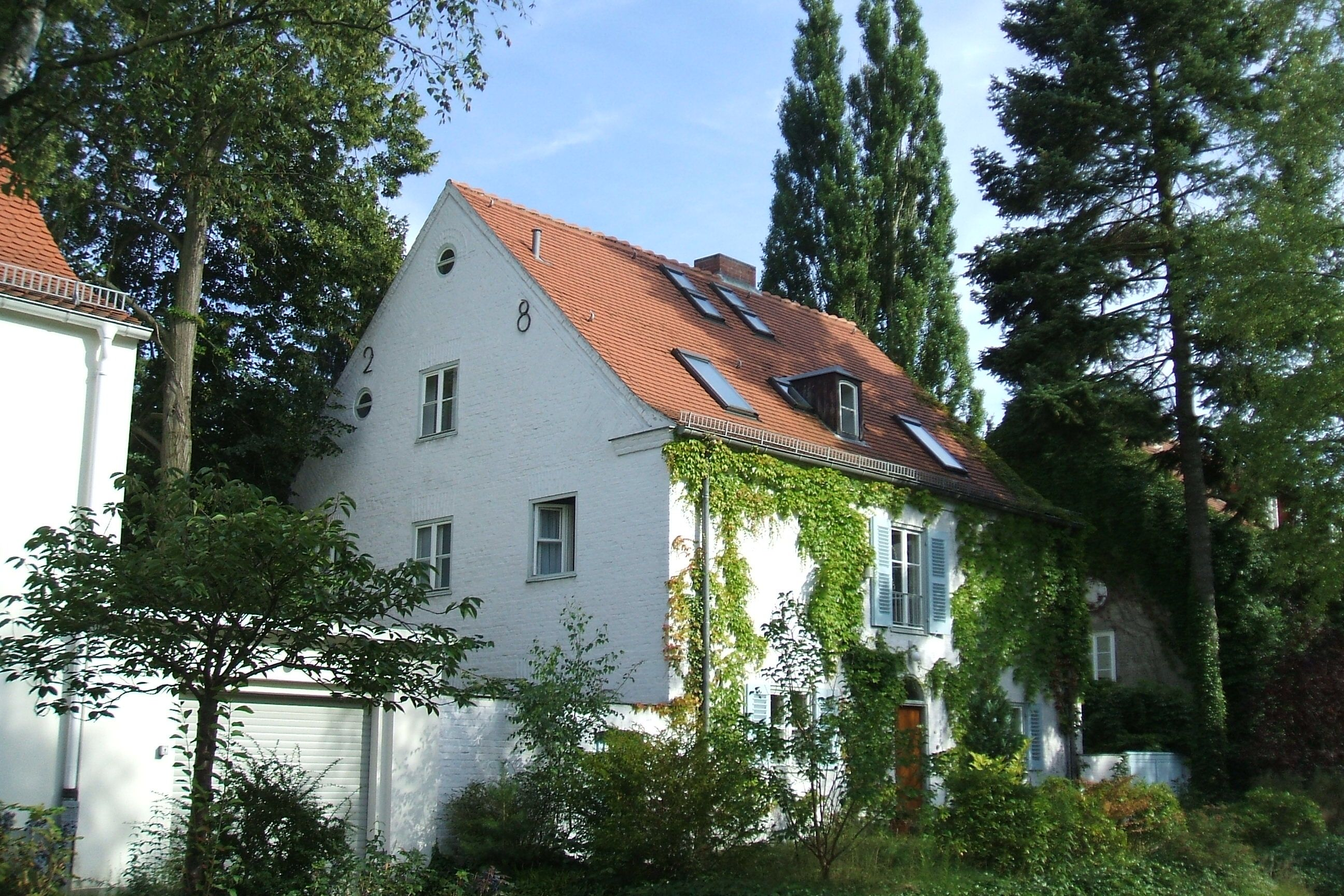
Am Fischtal

Die Siedlung am Fischtalgrund im Berliner Ortsteil Zehlendorf wurde 1928 anlässlich des seinerzeitigen zehnjährigen Bestehens der Gemeinnützigen Aktiengesellschaft für Angestellten-Heimstätten (GAGFAH) errichtet.
Die Architekten der Siedlung waren Hans Gerlach, Ernst Grabbe, Wilhelm Jost, Fritz Keller, Alexander Klein, Arnold Knoblauch, Paul Mebes und Paul Emmerich, Hans Poelzig, Erich Richter, Emil Rüster, Fritz Schopohl, Paul Schmitthenner, Georg Steinmetz, Karl Weißhaupt und Gustav Wolf sowie Heinrich Tessenow als Koordinator. In der Zeit vom 1. September bis 31. Oktober 1928 stellten sie diese Versuchssiedlung mit 75 Eigenheimen und 40 Wohnungen in mehrgeschossigen Häusern unter dem Namen „Ausstellung Bauen und Wohnen“ vor.

## Entstehung der Siedlung

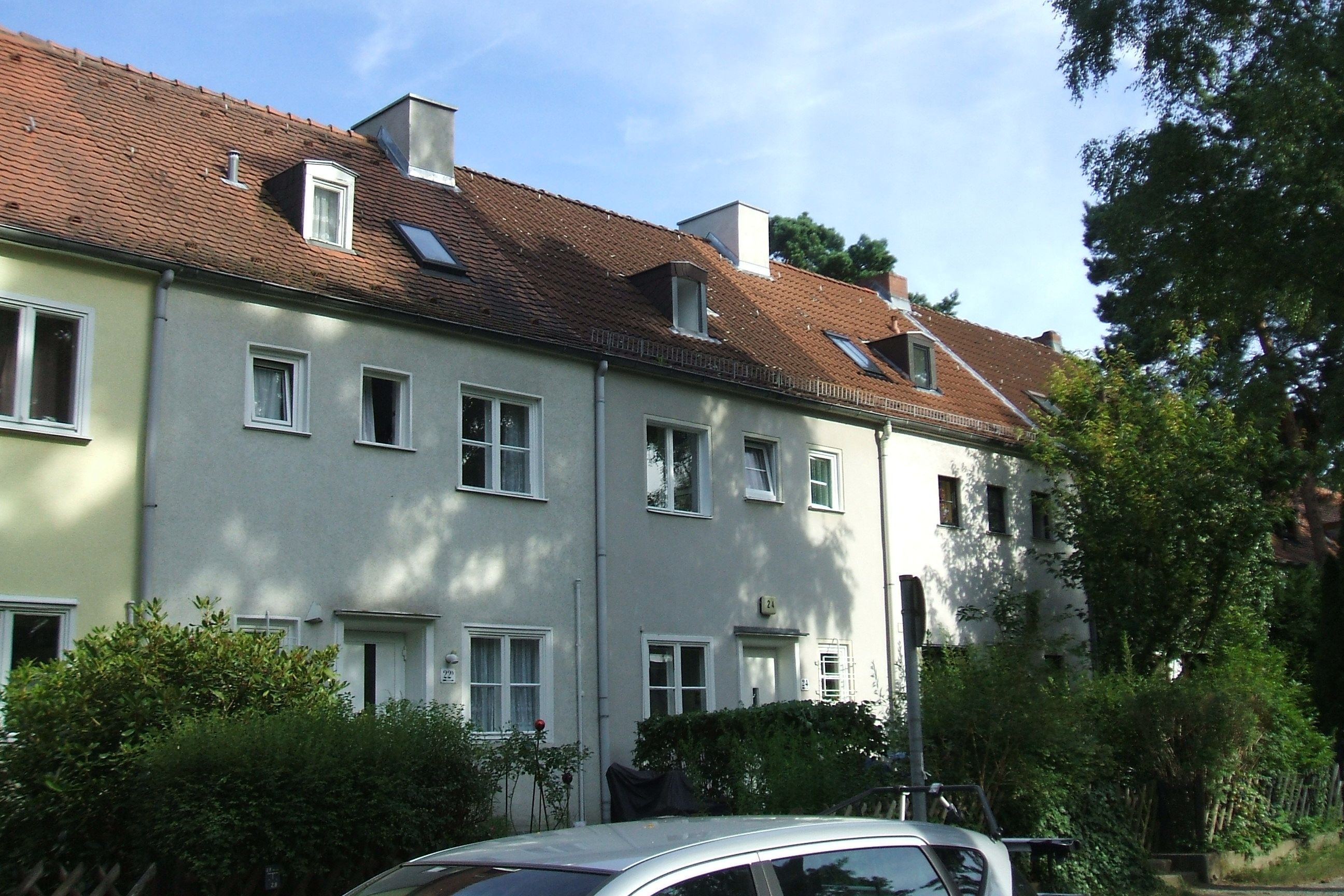
Am Fischtal 24

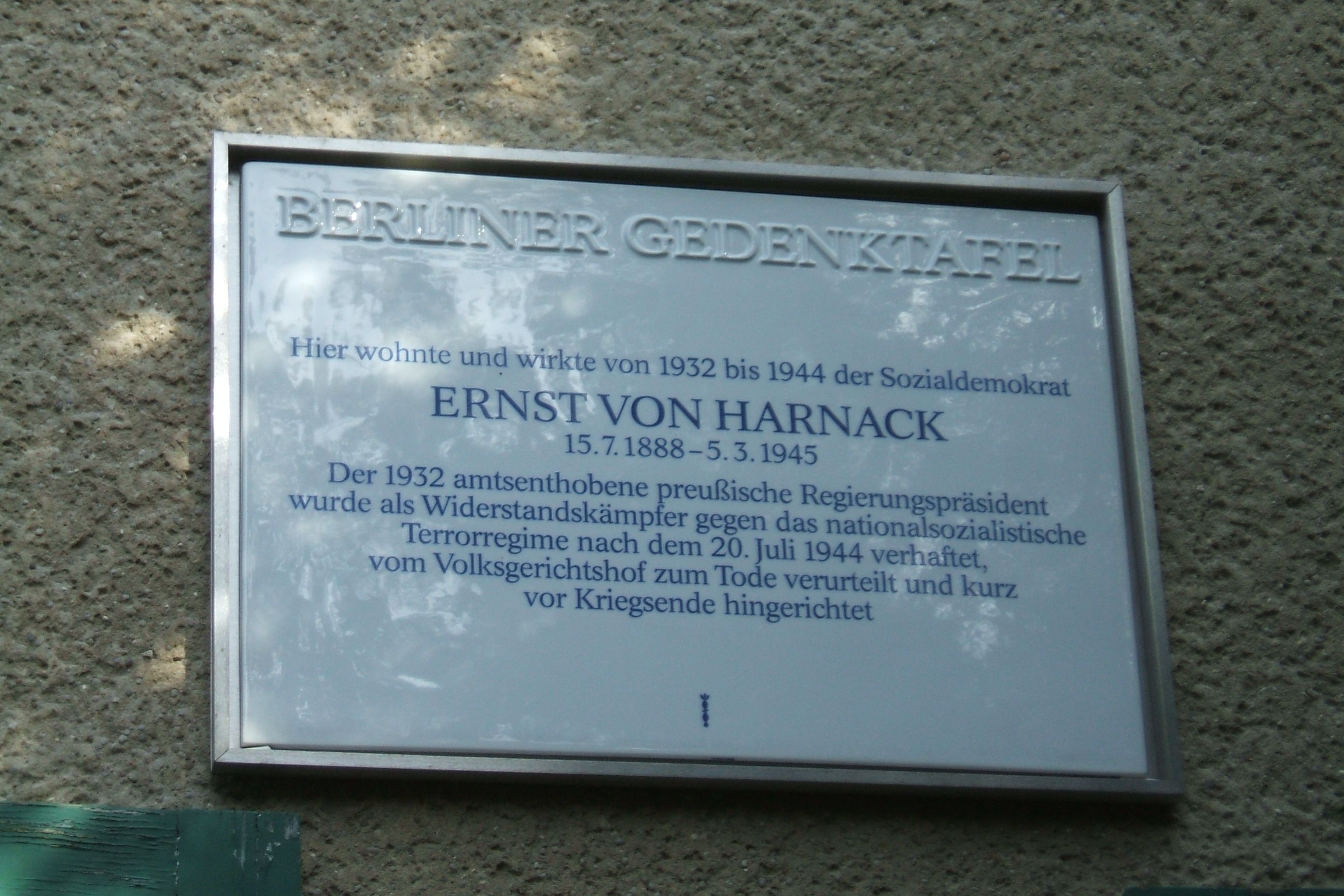
Gedenktafel für Ernst von Harnack,
Am Fischtal 8

Für die Siedlung wurde ein längliches Grundstück zwischen Onkel Toms Hütte und dem Fischtalpark in Berlin-Zehlendorf gewählt.
Zum Koordinator der Siedlung und Ausstellung wurde Heinrich Tessenow bestellt, der auch Mitglied der Reichsforschungsanstalt für Wirtschaftlichkeit im Bau- und Wohnungswesen war. Die Veranstalterin stellte ihr Unternehmen in eine Reihe mit zwei bedeutenden Bauausstellungen in Deutschland – mit der Mathildenhöhe von 1901 und der Weißenhofsiedlung von 1927 –, um zugleich deutlich zu machen, dass anders als in Darmstadt und Stuttgart nicht „im Wesentlichen ästhetische Zwecke“ verfolgt werden sollten. Die Häuser sollten auch dem interessierten Laien, dem zukünftigen Bauherrn und breiten Bevölkerungskreisen das Wohnungsproblem anschaulich nahebringen.
Unter Mitwirkung der Reichsforschungsgesellschaft wurde den Architekten ein genaues Programm hinsichtlich Kosten und Größe der Häuser vorgegeben, wobei das offizielle Ziel darin bestehen sollte, mit verkleinerten Baukörpern die Zins- und Mietsbelastung der Bewohner in Grenzen zu halten und dabei gleichwohl die „kulturellen Bedürfnisse des Mittelstandes“ zu wahren. Lösungen für unterschiedliche Bedürfnisse sollten ausgearbeitet werden: Einzel-, Gruppen-, Reihen-, Einfamilien-, Etagenwohnhäuser und Wohnungen für Alleinstehende. Für die Einfamilienhäuser wurde für den umbauten Raum eine Obergrenze gesetzt, bei den Etagenwohnungen die Quadratmeterzahl limitiert.
Für kleine kinderarme Familien wurde eine Zweizimmer-Wohnung als ausreichend angesehen, für kinderreiche Angestelltenfamilien wurde eine Dreizimmer-Wohnung vorgesehen.

„Die Häuser sind kein Wettrennen um nie gesehene künstlerische Einfälle, sondern möchten zur Lösung einer wirtschaftlich-technischen Aufgabe – der Befriedigung mittlerer Wohnbedürfnisse – einen Beitrag liefern.“

Auf dem Gelände der Ausstellung, das sich in geschwungener Form als schmaler Streifen am Fischtalpark entlangzieht, entstanden 120 Wohnungen in Form von Einfamilienhäusern, Doppelhäusern und kleinen Mietwohnungshäusern. Der lang gestreckten Grundstücksform folgend stehen die Bauten in einer Reihe. Lediglich im südlichen und etwas breiteren Teil der Anlage zwischen der Riemeister- und der Onkel-Tom-Straße stehen die Doppelhäuser von Gerlach, Mebes/Emmerich, Steinmetz und Schmitthenner sowie das Einfamilienhaus von Poelzig auch außerhalb dieser Reihenformation.
Die 29 individuell gestalteten Hausgruppen, stehen in starkem Gegensatz zur seriellen Bauweise der GEHAG. In der Gestaltung wurde auf Einfachheit und traditionelle Materialwahl Wert gelegt, und die Häuser sind in traditioneller Bauweise errichtet worden. Die Fassaden sind glatt verputzt, teilweise nur leicht überschlämmt. Klappläden, Spaliere und Pergolen prägen die meisten Fassaden der regelmäßigen symmetrischen Häuser. Formal fällt nur das Einfamilien-Doppelhaus von Poelzig mit den über das Dach hochgezogenen, mit Klinkern im Sichtmauerwerk und betont asymmetrischen Giebel aus dem Rahmen.
Hugo Häring kritisierte: „Wir brauchen klare, vernunftgemäße Wohnungen. Häuser, die nach uns Großstädtern von heute aussehen und nach niemanden sonst. Aus Liebe zu einem vorgefassten Hausideal (Goethes Gartenhaus) wird an den Häusern Schmitthenners im Fischtalgrund einiges getan, was vernunftwidrig ist. Die Fenster sitzen, Achsen zuliebe, nicht da, wo die Belichtung des Wohnraumes oder die Einrichtung sie fordert. Die Räume sind nicht so dimensioniert, wie es in Rücksicht auf ihre Verwendung geschehen müsste.“

## Der Dächerstreit

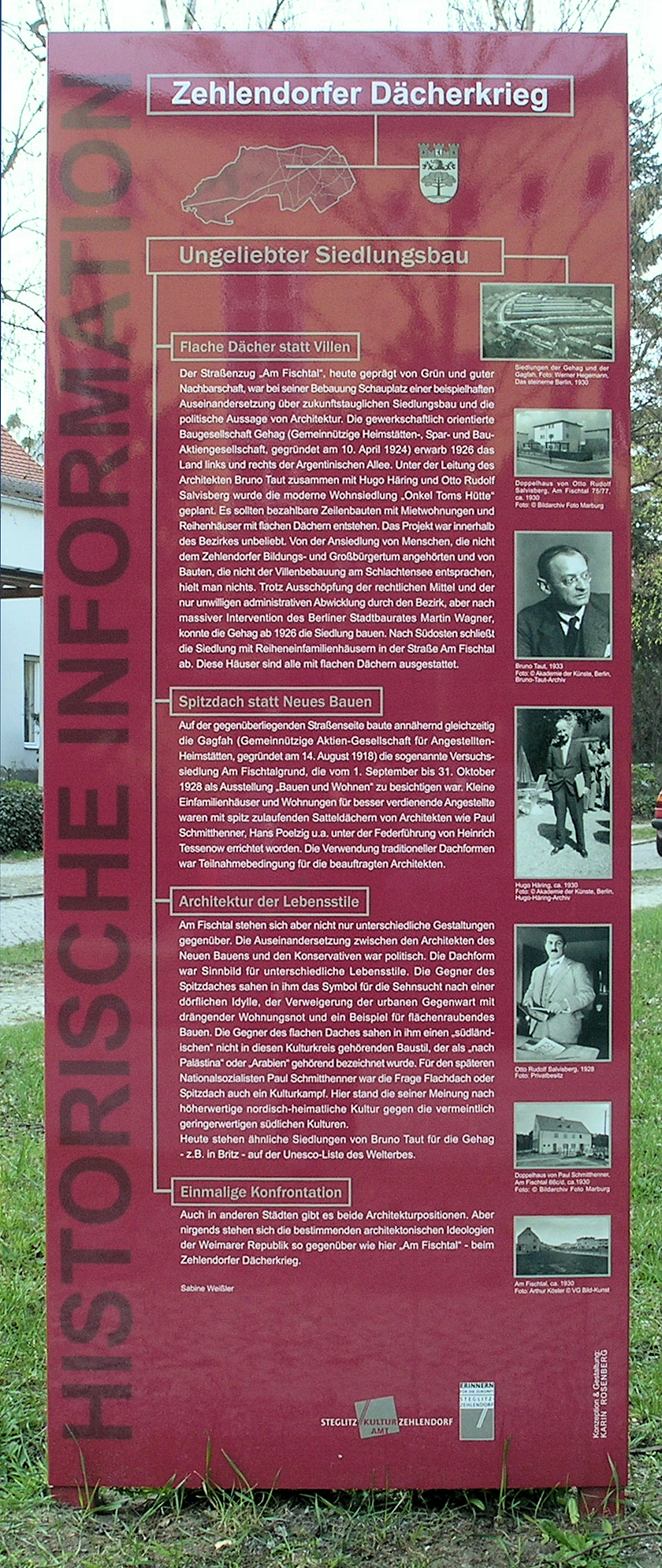
Infotafel
Am Fischtal 1 in Zehlendorf

Kritiker sahen in der GAGFAH-Siedlung vor allem eine Reaktion der traditionell orientierten Architekten auf die Weißenhofsiedlung des Deutschen Werkbundes von 1927 in Stuttgart.
Außerdem wirkten sowohl in Stuttgart als auch in Berlin jeweils 17 Architekten mit. Von der Leitung der GAGFAH selbst wurde jede Absicht, ein Gegengewicht zu der Stuttgarter Ausstellung oder zur benachbarten, unter der Leitung von Bruno Taut errichteter GEHAG-Siedlung schaffen zu wollen, energisch bestritten. Für die Gestaltung seien keinerlei Vorschriften gemacht worden. Dazu steht eine Äußerung von Tessenow im Widerspruch, dass ihm die spitzen Dächer von der GAGFAH zur Auflage gemacht worden seien.
Daraus entbrannte in der Folgezeit der sogenannte „Zehlendorfer Dächerstreit“, der die Seiten der Architekturzeitschriften füllte. Er entbrannte in Zehlendorf, wo die Onkel-Tom-Siedlung und die Siedlung Fischtalgrund, auf engstem Raum für zwei unterschiedliche ästhetische (vielleicht auch politische) Richtungen in der Architektur standen. Persönliche Ressentiments der am Fischtalgrund beteiligten Architekten sowie Konkurrenz um Bauaufträge spielten sicherlich eine Rolle.
Der Dächerstreit weitete sich in der Folgezeit zu einer Grundsatzdebatte aus, weil hier exemplarisch die zwei gängigen Richtungen der Architektur diskutiert werden konnten. So standen sich auf der einen Seite die Verfechter des Neuen Bauens und auf der anderen die Traditionalisten gegenüber.

## Einordnung in die Architektur der 1920er Jahre
Nach der Verunsicherung durch Krieg und Revolution suchte die eine Richtung Zuflucht in der Rückwendung auf eine tradierte und bewährte Formensprache, wie sie z. B. Goethes Gartenhaus in Weimar verkörperte. Die andere Richtung suchte eine neue, dem Stand der Wissenschaft und Technologie entsprechende Ästhetik, obwohl beide Richtungen an einem gemeinsamen Punkt begannen: der Ablehnung des Stadtmodells des 19. Jahrhunderts und des Lebens in der Mietskaserne.
Beide Bauausstellungen (und in den meisten Aspekten auch Bruno Tauts Siedlung Onkel Toms Hütte) sind eine Reihe von solitär stehenden Einzelhäusern, die Wohnungen unterschiedlicher Größe und Gestalt beinhalten. Beides sind Siedlungen in relativer Entfernung zum Stadtzentrum und ohne wirtschaftliche Autonomie. Es sind Schlafstädte, die wie Satelliten um die wirtschaftliche Zentren der alten Stadt kreisen. Ebenezer Howards Entwurf einer Idealstadt (Gartenstadt) ist in der formalen Gestaltung der Siedlungen enthalten. Der Inhalt einer autonomen dritten Stadt, die das beste aus Großstadt und Land verbindet, in der Grund und Boden gemeinsames Eigentum ist und die Demokratie durch lokale Gemeinschaften blühen könnte, ist aber nicht übernommen.
Beide Fronten – Stuttgart sowie Berlin – beanspruchten für sich die Aufgabe, ein der Zeit und der Wohnungsnot adäquates Bauen zu erforschen und auszustellen. Dem gegenüber steht allerdings die gebaute Realität: Wohnungen mit mehr als 100 m², Flügel im Wohnbereich und Mädchenzimmer im ersten Stock.
Vielmehr stellen diese zwei Bauausstellungen eine Diskussion von Architektur-Tendenzen dar, die Form und Gestaltung betreffen, nicht aber die städtebaulichen Problematiken und Unsicherheiten, die die Wohnungsnot und die damit verbundene Errichtung von 140.000 Wohneinheiten in einer Stadt mit sich brachten und welche Veränderungen diese für die Stadt als solche bedeuteten.
Ein nächster und zunächst letzter Versuch, den Städtebau zu thematisieren, stellte die Karlsruher Bauausstellung Dammerstock dar.
Ab der nationalsozialistischen „Machtergreifung“  im Jahr 1933 wurden die Errungenschaften der Neuen Sachlichkeit in einer nüchternen Industriearchitektur fortgesetzt, die Klassische Moderne der Architekten des „RING“ als „Kulturbolschewismus“ abgelehnt und die traditionsverhaftete Bauweise der Stuttgarter Schule des „BLOCK“ für die Alltagsarchitektur vorgeschrieben. Ein Großteil der „RING“-Architekten musste während des Dritten Reiches emigrieren (Palästina und USA).